# Thẻ tre Quách Điếm

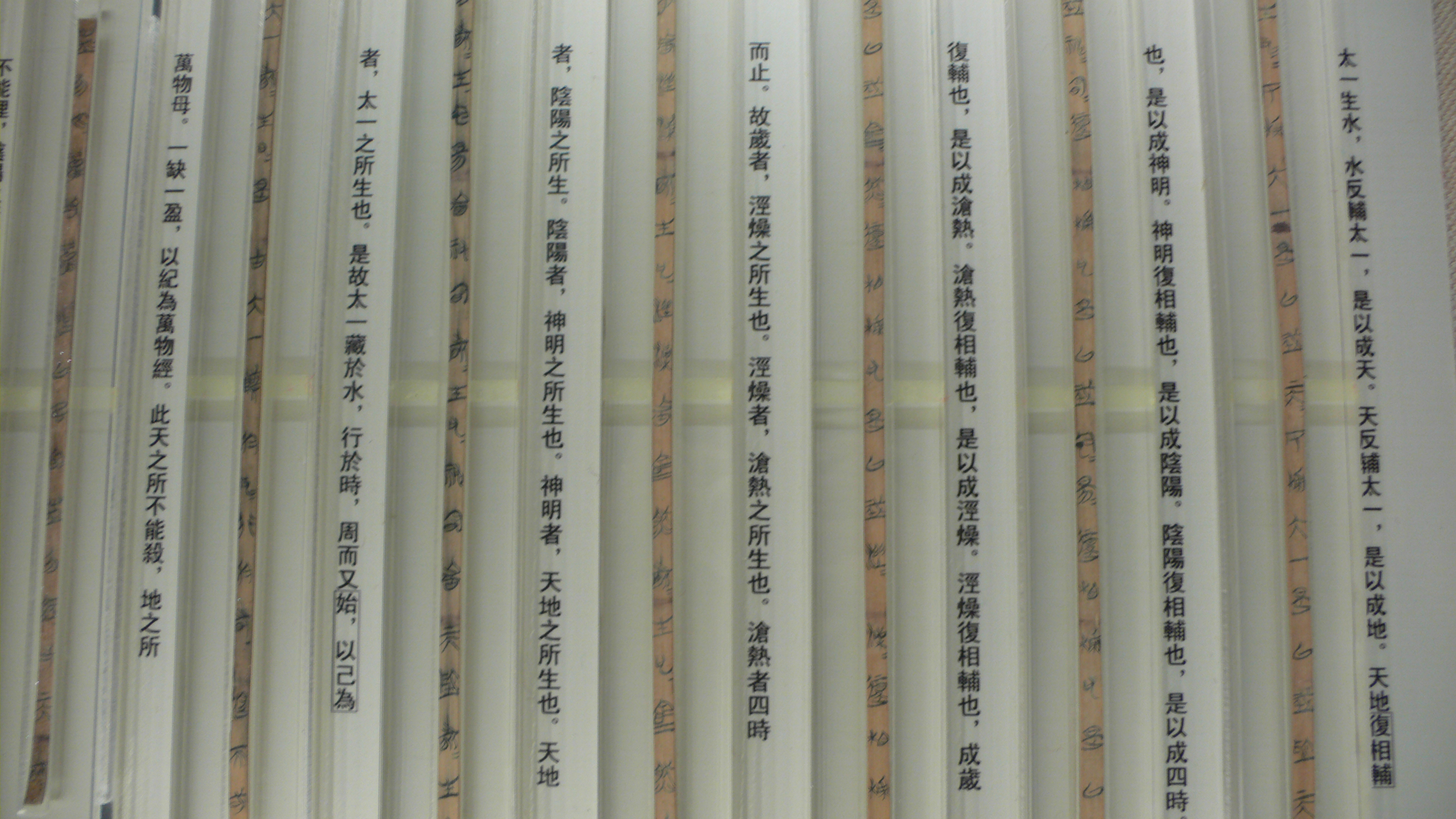
Một phần của bộ thẻ tre Quách Điếm.

Thẻ tre Quách Điếm (tiếng Trung: 郭店楚簡; bính âm: Guōdiàn Chǔjiǎn; Quách Điếm Sở giản; thẻ tre nước Sở ở Quách Điếm) là các bản ghi chép cổ trên thẻ tre được phát hiện tại Trung Quốc năm 1993. Được xác định niên đại vào khoảng nửa sau thời Chiến Quốc, thẻ tre Quách Điếm đã cung cấp cho các nhà khảo cổ bản chép cổ nhất từng được biết tới của tác phẩm Đạo đức kinh cùng nhiều văn bản cổ quý giá khác.

## Lịch sử khám phá
Năm 1993 trong khi khao quật một ngôi mộ cổ ở làng Quách Điếm thuộc Kỷ Sơn, Sa Dương, Hồ Bắc cách đất Dĩnh (郢), kinh đô cuối cùng của nước Sở (676 TCN - 278 TCN) khoảng 9 km người ta đã phát hiện ra một khối lượng thẻ tre lớn trên đó có ghi chép các văn bản cổ. Niên đại của ngôi mộ được xác định là vào khoảng nửa sau thời kì Chiến Quốc (giữa thế kỷ 4 TCN tới đầu thế kỷ 3 TCN). Ngôi mộ này được cho là thuộc về một nhà quý tộc và là thầy giáo của một vương tử. Danh tính của vị vương tử được cho là của chính Sở Khoảnh Tương Vương (楚頃襄王). Vì quân đội nhà Tần tràn vào đất Dĩnh năm 278 TCN khi Sở Khoảnh Tương Vương vẫn đang tại vị nên bộ thẻ tre được cho là có niên đại khoảng năm 300 TCN.
Tổng cộng các nhà khảo cổ đã thu được 804 thẻ tre gồm 702 thẻ nguyên vẹn và 27 thẻ vỡ với tổng cộng 12.072 chữ. Số văn bản này được chia làm ba nhóm chính trong đó quan trọng nhất là văn bản cổ nhất từng được biết tới của tác phẩm Đạo đức kinh, một chương của Kinh Lễ và một số đoạn văn bản không xác định được tác giả khác. Sau khi phục hồi nguyên trạng, các thẻ tre được chia thành 18 nhóm khác nhau và được dịch ra chữ Trung Quốc hiện đại để xuất bản rộng rãi tháng 5 năm 1998. Trong số văn bản này có nhiều ghi chép về Đạo giáo và Nho giáo vốn trước đó chưa từng được biết tới, việc tìm thấy chúng trong cùng một ngôi mộ đã đem lại nhiều thông tin mới về lịch sử triết học Trung Quốc cổ đại.

## Nội dung
| TT    | Tên tác phẩm                                    |
| ----- | ----------------------------------------------- |
| 01-03 | Lão Tử phần Giáp, Ất, Bính (老子甲、乙、丙)     |
| 02    | Thái nhất sinh thủy (太一生水)                  |
| 03    | Truy y (緇衣)                                   |
| 04    | Lỗ Mục công vấn Tử Tư (魯穆公問子思)            |
| 05    | Cùng đạt dĩ thì (窮達以時)                      |
| 06    | Ngũ hành (五行)                                 |
| 07    | Đường Ngu chi đạo (唐虞之道)                    |
| 08    | Trung tín chi đạo (忠信之道)                    |
| 09    | Thành chi văn chi (成之聞之)                    |
| 09    | Tôn đức nghĩa (尊德義)                          |
| 09    | Tinh tự mệnh xuất (性自命出)                    |
| 09    | Lục đức (性自命出)                              |
| 09    | Ngữ tùng nhất, nhị, tam tú (語叢一、二、三、四) |